# Contea di Holt (Missouri)
La contea di Holt in inglese Holt County è una contea dello Stato del Missouri, negli Stati Uniti. La popolazione al censimento del 2000 era di 5 351 abitanti. Il capoluogo di contea è Oregon.

## Geografia fisica
Secondo lo United States Census Bureau, la contea ha una superficie di 1217 km² di cui 1199 km² è terra (98.52 %) e 18,0 km² (1,48%) acque interne.

### Contee confinanti
- Contea di Atchison (nord)
- Contea di Nodaway (nordest)
- Contea di Andrew (Sudest)
- Doniphan (Kansas) (sud)
- Brown (Kansas) (sudovest)
- Richardson (Nebraska) (ovest)
- Nemaha (Nebraska) (nordovest)

## Infrastrutture e trasporti

### Principali autostrade
- Interstate 29
- U.S. Route 59
- U.S. Route 159
- U.S. Route 275
- Route 111
- Route 113
- Route 118

## Monumenti e luoghi d'interesse
- Squaw Creek National Wildlife Refuge
- Big Lake State Park
- St. John's Evangelical Lutheran Church (Corning, Missouri)

## Geografia antropica

### Città
- Oregon (Capoluogo di contea)
- Craig
- Forest City
- Maitland
- Mound City

### Villaggio
- Big Lake
- Bigelow
- Corning
- Fortescue

### Area non incorporata
- Forbes
- New Point